# 無瞫
無瞫（?—?），是《吴越春秋》记载的越国君主。无壬的儿子，为君专心守护治理越国，没有辜负上天之命。之後传位数代为夫谭，即允常的父亲，越王勾践的祖父。
| 前任： 無壬 | 越国君主 | 繼任： 此後世系失考 夫谭 |